# Mistrzostwa Azji w Piłce Siatkowej Mężczyzn 2011
XVI Mistrzostwa Azji w Piłce Siatkowej Mężczyzn – jedenasta edycja siatkarskich Mistrzostw Azji. Turniej odbył się w stolicy Iranu, Teheranie pomiędzy 21 a 29 września 2011 roku.
Tytułu sprzed dwóch lat nie udało się obronić reprezentacji Japonii, która zajęła w turnieju 5. miejsce. Złoty medal po raz pierwszy w historii wywalczyli siatkarze z Iranu. Drugie miejsce przypadło Chinom, a trzecie Korei Południowej, która w meczu o 3. miejsce pokonała Australię.

## System rozgrywek
- Faza grupowa: 16 drużyn zostało podzielonych na 4 grupy (A, B, C i D). Dwa najlepsze zespoły z każdej grup awansowały do grupy 1-8 fazy kwalifikacyjnej, gdzie rozstawione zostały w grupach E i F. Pozostałe zespoły trafiły do grup G i H fazy kwalifikacyjnej, gdzie rywalizowały o miejsca 9-16. Drużyny w grupach fazy kwalifikacyjnej rozstawione zostały według klucza:

| Grupa | 1  | 2  | 3  | 4  |
| ----- | -- | -- | -- | -- |
| E     | A1 | A2 | C1 | C2 |
| F     | B1 | B2 | D1 | D2 |
| G     | A3 | C3 | A4 | C4 |
| H     | B3 | D3 | D4 | B4 |

- Faza kwalifikacyjna: Wyniki w grupach E i F decydowały o parach ćwierćfinałowych, które stworzone zostały według klucza: E1 – F4, F1 – E4, E2 – F3, F2 – E3. Dwie najlepsze drużyny grup G i H w fazie pucharowej grały o miejsca 9-12, pozostałe drużyny trafiły do półfinałów o miejsca 13-16.
- Faza pucharowa: W fazie pucharowej rozegrano ćwierćfinały, półfinały, mecz o 3. miejsce, finał oraz mecze klasyfikacyjne o miejsca 5-8, 9-12 i 13-16.

## Hale sportowe
Mistrzostwa rozegrane zostały w Azadi Hall No. 1 i Azadi Hall No. 2. Halami treningowymi były: Olympic Academy Hall No. 1, Olympic Academy Hall No. 2, Azadi Banovan Hall oraz Hejab Volleyball Hall.

## Drużyny rozstawione
Drużyny rozstawione zostały na podstawie rankingu FIVB z 15 stycznia 2011 roku oraz wyników poprzednich mistrzostwa Azji (ranking AVC). W przypadku równego wskaźnika decydujące znaczenie miało miejsce w rankingu FIVB.
| Miejsce | Reprezentacja    | Ranking FIVB | Ranking AVC | Wskaźnik |
| ------- | ---------------- | ------------ | ----------- | -------- |
| 1       | Chiny            | 11           | 4           | 7,5      |
| 2       | Japonia          | 13           | 1           | 7,5      |
| 3       | Iran             | 19           | 2           | 10,5     |
| 4       | Korea Południowa | 23           | 3           | 13       |
| 5       | Australia        | 26           | 7           | 16,5     |
| 6       | Kazachstan       | 32           | 5           | 16,5     |
| 7       | Indonezja        | 37           | 6           | 21,5     |
| 8       | Indie            | 37           | 9           | 23       |

## Podział drużyn w grupach
Organizator oraz drużyny z miejsc 1, 2 i 4 stworzonego rankingu rozstawione zostały kolejno w grupach A, B, C i D, natomiast drużyny z miejsc 5-8 kolejno w grupach D, C, B i A. Pięć reprezentacji ze strefy Azja Centralna znalazły się w linii 3 grup A, B, C i D oraz w linii 4 grupy B. Pozostałe zespoły zajęły miejsca w linii 4 grup A, C i D.
| Linia | Grupa A                       | Grupa B                           | Grupa C                            | Grupa D                                  |
| ----- | ----------------------------- | --------------------------------- | ---------------------------------- | ---------------------------------------- |
| 1     | Iran (organizator)            | Chiny (1. miejsce w rankingu)     | Japonia (2. miejsce w rankingu)    | Korea Południowa (4. miejsce w rankingu) |
| 2     | Indie (8. miejsce w rankingu) | Indonezja (7. miejsce w rankingu) | Kazachstan (6. miejsce w rankingu) | Australia (5. miejsce w rankingu)        |
| 3     | Afganistan (Azja Centralna)   | Sri Lanka (Azja Centralna)        | Pakistan (Azja Centralna)          | Turkmenistan (Azja Centralna)            |
| 4     | Chińskie Tajpej               | Uzbekistan (Azja Centralna)       | Tajlandia                          | Katar                                    |

## Faza grupowa

### Grupa A
Tabela
| Lp. | Drużyna         | Mecze | Mecze   | Mecze   | Pkt | Małe punkty | Małe punkty | Małe punkty | Sety | Sety | Sety  |
| Lp. | Drużyna         | M     | W (3:2) | P (2:3) | Pkt | zdob.       | str.        | ratio       | wyg. | prz. | ratio |
| --- | --------------- | ----- | ------- | ------- | --- | ----------- | ----------- | ----------- | ---- | ---- | ----- |
| 1   | Iran            | 3     | 3 (0)   | 0 (0)   | 9   | 230         | 163         | 1.411       | 9    | 0    | MAX   |
| 2   | Indie           | 3     | 2 (1)   | 1 (0)   | 5   | 249         | 219         | 1.137       | 6    | 5    | 1.200 |
| 3   | Chińskie Tajpej | 3     | 1 (0)   | 2 (1)   | 4   | 238         | 230         | 1.035       | 5    | 6    | 0.833 |
| 4   | Afganistan      | 3     | 0 (0)   | 3 (0)   | 0   | 120         | 225         | 0.533       | 0    | 9    | 0.000 |

Źródło: []
Punktacja: 3:0 i 3:1 – 3 pkt; 3:2 – 2 pkt; 2:3 – 1 pkt; 1:3 i 0:3 – 0 pkt
Zasady ustalania kolejności: 1. liczba zwycięstw; 2. liczba punktów; 3. stosunek małych punktów, 4. stosunek setów, 5. bilans w bezpośrednich meczach
Wyniki
| Data  | Godzina | Drużyna 1       | Wynik | Drużyna 2       | Set 1 | Set 2 | Set 3 | Set 4 | Set 5 | Raport |
| ----- | ------- | --------------- | ----- | --------------- | ----- | ----- | ----- | ----- | ----- | ------ |
| 21.09 | 14:00   | Indie           | 3:2   | Chińskie Tajpej | 25:20 | 20:25 | 27:25 | 20:25 | 15:12 | raport |
| 21.09 | 18:30   | Afganistan      | 0:3   | Iran            | 13:25 | 19:25 | 8:25  |       |       | raport |
| 22.09 | 16:00   | Indie           | 3:0   | Afganistan      | 25:9  | 25:13 | 25:11 |       |       | raport |
| 22.09 | 18:30   | Chińskie Tajpej | 0:3   | Iran            | 15:25 | 24:26 | 17:25 |       |       | raport |
| 23.09 | 18:30   | Iran            | 3:0   | Indie           | 27:25 | 25:17 | 27:25 |       |       | raport |
| 23.09 | 18:30   | Afganistan      | 0:3   | Chińskie Tajpej | 12:25 | 19:25 | 16:25 |       |       |        |

### Grupa B
Tabela
| Lp. | Drużyna    | Mecze | Mecze   | Mecze   | Pkt | Małe punkty | Małe punkty | Małe punkty | Sety | Sety | Sety  |
| Lp. | Drużyna    | M     | W (3:2) | P (2:3) | Pkt | zdob.       | str.        | ratio       | wyg. | prz. | ratio |
| --- | ---------- | ----- | ------- | ------- | --- | ----------- | ----------- | ----------- | ---- | ---- | ----- |
| 1   | Chiny      | 3     | 3 (0)   | 0 (0)   | 9   | 225         | 141         | 1.596       | 9    | 0    | MAX   |
| 2   | Sri Lanka  | 3     | 2 (1)   | 1 (0)   | 5   | 230         | 240         | 0.958       | 6    | 5    | 1.200 |
| 3   | Indonezja  | 3     | 1 (0)   | 2 (1)   | 4   | 262         | 260         | 1.008       | 5    | 7    | 0.714 |
| 4   | Uzbekistan | 3     | 0 (0)   | 3 (0)   | 0   | 172         | 248         | 0.694       | 1    | 9    | 0.111 |

Źródło: []
Punktacja: 3:0 i 3:1 – 3 pkt; 3:2 – 2 pkt; 2:3 – 1 pkt; 1:3 i 0:3 – 0 pkt
Zasady ustalania kolejności: 1. liczba zwycięstw; 2. liczba punktów; 3. stosunek małych punktów, 4. stosunek setów, 5. bilans w bezpośrednich meczach
Wyniki
| Data  | Godzina | Drużyna 1  | Wynik | Drużyna 2  | Set 1 | Set 2 | Set 3 | Set 4 | Set 5 | Raport |
| ----- | ------- | ---------- | ----- | ---------- | ----- | ----- | ----- | ----- | ----- | ------ |
| 21.09 | 10:00   | Chiny      | 3:0   | Sri Lanka  | 25:16 | 25:16 | 25:13 |       |       | raport |
| 21.09 | 18:30   | Indonezja  | 3:1   | Uzbekistan | 23:25 | 25:14 | 25:14 | 25:22 |       | raport |
| 22.09 | 14:00   | Indonezja  | 0:3   | Chiny      | 22:25 | 19:25 | 14:25 |       |       | raport |
| 22.09 | 14:00   | Uzbekistan | 0:3   | Sri Lanka  | 21:25 | 13:25 | 22:25 |       |       | raport |
| 23.09 | 14:00   | Sri Lanka  | 3:2   | Indonezja  | 25:20 | 28:26 | 21:25 | 21:25 | 15:13 | raport |
| 23.09 | 16:00   | Chiny      | 3:0   | Uzbekistan | 25:16 | 25:9  | 25:16 |       |       | raport |

### Grupa C
Tabela
| Lp. | Drużyna    | Mecze | Mecze   | Mecze   | Pkt | Małe punkty | Małe punkty | Małe punkty | Sety | Sety | Sety  |
| Lp. | Drużyna    | M     | W (3:2) | P (2:3) | Pkt | zdob.       | str.        | ratio       | wyg. | prz. | ratio |
| --- | ---------- | ----- | ------- | ------- | --- | ----------- | ----------- | ----------- | ---- | ---- | ----- |
| 1   | Japonia    | 3     | 3 (1)   | 0 (0)   | 8   | 262         | 218         | 1.202       | 9    | 2    | 4.500 |
| 2   | Pakistan   | 3     | 2 (1)   | 1 (1)   | 6   | 279         | 281         | 0.993       | 8    | 5    | 1.600 |
| 3   | Kazachstan | 3     | 1 (1)   | 2 (1)   | 3   | 273         | 277         | 0.986       | 5    | 8    | 0.625 |
| 4   | Tajlandia  | 3     | 0 (0)   | 3 (1)   | 1   | 220         | 258         | 0.853       | 2    | 9    | 0.222 |

Źródło: []
Punktacja: 3:0 i 3:1 – 3 pkt; 3:2 – 2 pkt; 2:3 – 1 pkt; 1:3 i 0:3 – 0 pkt
Zasady ustalania kolejności: 1. liczba zwycięstw; 2. liczba punktów; 3. stosunek małych punktów, 4. stosunek setów, 5. bilans w bezpośrednich meczach
Wyniki
| Data  | Godzina | Drużyna 1  | Wynik | Drużyna 2  | Set 1 | Set 2 | Set 3 | Set 4 | Set 5 | Raport |
| ----- | ------- | ---------- | ----- | ---------- | ----- | ----- | ----- | ----- | ----- | ------ |
| 21.09 | 16:00   | Japonia    | 3:0   | Tajlandia  | 25:20 | 25:23 | 25:16 |       |       | raport |
| 21.09 | 16:00   | Pakistan   | 3:2   | Kazachstan | 20:25 | 25:21 | 25:21 | 22:25 | 15:11 | raport |
| 22.09 | 16:00   | Pakistan   | 2:3   | Japonia    | 20:25 | 28:26 | 25:21 | 16:25 | 5:15  | raport |
| 22.09 | 18:30   | Kazachstan | 3:2   | Tajlandia  | 25:13 | 18:25 | 22:25 | 25:20 | 15:12 | raport |
| 23.09 | 10:00   | Tajlandia  | 0:3   | Pakistan   | 19:25 | 21:25 | 26:28 |       |       | raport |
| 23.09 | 14:00   | Japonia    | 3:0   | Kazachstan | 25:23 | 25:19 | 25:23 |       |       | raport |

### Grupa D
Tabela
| Lp. | Drużyna          | Mecze | Mecze   | Mecze   | Pkt | Małe punkty | Małe punkty | Małe punkty | Sety | Sety | Sety  |
| Lp. | Drużyna          | M     | W (3:2) | P (2:3) | Pkt | zdob.       | str.        | ratio       | wyg. | prz. | ratio |
| --- | ---------------- | ----- | ------- | ------- | --- | ----------- | ----------- | ----------- | ---- | ---- | ----- |
| 1   | Australia        | 3     | 3 (1)   | 0 (0)   | 8   | 269         | 207         | 1.300       | 9    | 2    | 4.500 |
| 2   | Korea Południowa | 3     | 2 (0)   | 1 (1)   | 7   | 259         | 220         | 1.177       | 8    | 3    | 2.667 |
| 3   | Katar            | 3     | 1 (0)   | 2 (0)   | 3   | 187         | 220         | 0.850       | 3    | 6    | 0.500 |
| 4   | Turkmenistan     | 3     | 0 (0)   | 3 (0)   | 0   | 157         | 225         | 0.698       | 0    | 9    | 0.000 |

Źródło: []
Punktacja: 3:0 i 3:1 – 3 pkt; 3:2 – 2 pkt; 2:3 – 1 pkt; 1:3 i 0:3 – 0 pkt
Zasady ustalania kolejności: 1. liczba zwycięstw; 2. liczba punktów; 3. stosunek małych punktów, 4. stosunek setów, 5. bilans w bezpośrednich meczach
Wyniki
| Data  | Godzina | Drużyna 1        | Wynik | Drużyna 2        | Set 1 | Set 2 | Set 3 | Set 4 | Set 5 | Raport |
| ----- | ------- | ---------------- | ----- | ---------------- | ----- | ----- | ----- | ----- | ----- | ------ |
| 21.09 | 10:00   | Katar            | 3:0   | Turkmenistan     | 25:23 | 25:21 | 25:22 |       |       | raport |
| 21.09 | 14:00   | Australia        | 3:2   | Korea Południowa | 25:20 | 29:31 | 25:20 | 25:27 | 15:7  | raport |
| 22.09 | 10:00   | Australia        | 3:0   | Katar            | 25:20 | 25:18 | 25:21 |       |       | raport |
| 22.09 | 10:00   | Korea Południowa | 3:0   | Turkmenistan     | 25:17 | 25:16 | 25:15 |       |       | raport |
| 23.09 | 10:00   | Katar            | 0:3   | Korea Południowa | 27:29 | 14:25 | 12:25 |       |       |        |
| 23.09 | 16:00   | Turkmenistan     | 0:3   | Australia        | 14:25 | 12:25 | 17:25 |       |       |        |

## Faza klasyfikacyjna

### Grupa 1-8

#### Grupa E
Tabela
| Lp. | Drużyna  | Mecze | Mecze   | Mecze   | Pkt | Małe punkty | Małe punkty | Małe punkty | Sety | Sety | Sety  |
| Lp. | Drużyna  | M     | W (3:2) | P (2:3) | Pkt | zdob.       | str.        | ratio       | wyg. | prz. | ratio |
| --- | -------- | ----- | ------- | ------- | --- | ----------- | ----------- | ----------- | ---- | ---- | ----- |
| 1   | Iran     | 3     | 3 (0)   | 0 (0)   | 9   | 229         | 171         | 1.339       | 9    | 0    | MAX   |
| 2   | Indie    | 3     | 2 (1)   | 1 (0)   | 5   | 269         | 285         | 0.944       | 6    | 6    | 1.000 |
| 3   | Japonia  | 3     | 1 (0)   | 2 (1)   | 4   | 270         | 269         | 1.004       | 4    | 8    | 0.500 |
| 4   | Pakistan | 3     | 0 (0)   | 3 (2)   | 2   | 246         | 289         | 0.851       | 4    | 9    | 0.444 |

Źródło: []
Punktacja: 3:0 i 3:1 – 3 pkt; 3:2 – 2 pkt; 2:3 – 1 pkt; 1:3 i 0:3 – 0 pkt
Zasady ustalania kolejności: 1. liczba zwycięstw; 2. liczba punktów; 3. stosunek małych punktów, 4. stosunek setów, 5. bilans w bezpośrednich meczach
Wyniki
| Data  | Godzina | Drużyna 1 | Wynik | Drużyna 2 | Set 1 | Set 2 | Set 3 | Set 4 | Set 5 | Raport |
| ----- | ------- | --------- | ----- | --------- | ----- | ----- | ----- | ----- | ----- | ------ |
| 25.09 | 14:00   | Japonia   | 1:3   | Indie     | 25:20 | 28:30 | 21:25 | 23:25 |       | raport |
| 25.09 | 18:30   | Iran      | 3:0   | Pakistan  | 25:18 | 25:14 | 25:11 |       |       | raport |
| 26.09 | 10:00   | Indie     | 3:2   | Pakistan  | 25:23 | 25:23 | 19:25 | 18:25 | 15:13 | raport |
| 26.09 | 18:30   | Iran      | 3:0   | Japonia   | 25:22 | 25:22 | 25:17 |       |       | raport |

#### Grupa F
Tabela
| Lp. | Drużyna          | Mecze | Mecze   | Mecze   | Pkt | Małe punkty | Małe punkty | Małe punkty | Sety | Sety | Sety  |
| Lp. | Drużyna          | M     | W (3:2) | P (2:3) | Pkt | zdob.       | str.        | ratio       | wyg. | prz. | ratio |
| --- | ---------------- | ----- | ------- | ------- | --- | ----------- | ----------- | ----------- | ---- | ---- | ----- |
| 1   | Australia        | 3     | 3 (1)   | 0 (0)   | 8   | 293         | 244         | 1.201       | 9    | 3    | 3.000 |
| 2   | Korea Południowa | 3     | 2 (1)   | 1 (1)   | 6   | 308         | 296         | 1.041       | 8    | 5    | 1.600 |
| 3   | Chiny            | 3     | 1 (0)   | 2 (1)   | 4   | 286         | 264         | 1.083       | 6    | 6    | 1.000 |
| 4   | Sri Lanka        | 3     | 0 (0)   | 3 (0)   | 0   | 150         | 233         | 0.644       | 0    | 9    | 0.000 |

Źródło: []
Punktacja: 3:0 i 3:1 – 3 pkt; 3:2 – 2 pkt; 2:3 – 1 pkt; 1:3 i 0:3 – 0 pkt
Zasady ustalania kolejności: 1. liczba zwycięstw; 2. liczba punktów; 3. stosunek małych punktów, 4. stosunek setów, 5. bilans w bezpośrednich meczach
Wyniki
| Data  | Godzina | Drużyna 1 | Wynik | Drużyna 2        | Set 1 | Set 2 | Set 3 | Set 4 | Set 5 | Raport |
| ----- | ------- | --------- | ----- | ---------------- | ----- | ----- | ----- | ----- | ----- | ------ |
| 25.09 | 10:00   | Australia | 3:0   | Sri Lanka        | 25:16 | 25:19 | 25:13 |       |       | raport |
| 25.09 | 16:00   | Chiny     | 2:3   | Korea Południowa | 25:20 | 34:36 | 25:21 | 20:25 | 16:18 | raport |
| 26.09 | 16:00   | Sri Lanka | 0:3   | Korea Południowa | 13:25 | 13:25 | 31:33 |       |       | raport |
| 26.09 | 18:30   | Chiny     | 1:3   | Australia        | 25:22 | 25:27 | 23:25 | 18:25 |       | raport |

### Grupa 9-16

#### Grupa G
Tabela
| Lp. | Drużyna         | Mecze | Mecze   | Mecze   | Pkt | Małe punkty | Małe punkty | Małe punkty | Sety | Sety | Sety  |
| Lp. | Drużyna         | M     | W (3:2) | P (2:3) | Pkt | zdob.       | str.        | ratio       | wyg. | prz. | ratio |
| --- | --------------- | ----- | ------- | ------- | --- | ----------- | ----------- | ----------- | ---- | ---- | ----- |
| 1   | Kazachstan      | 3     | 3 (1)   | 0 (0)   | 8   | 255         | 185         | 1.378       | 9    | 2    | 4.500 |
| 2   | Tajlandia       | 3     | 2 (0)   | 1 (1)   | 7   | 266         | 237         | 1.122       | 8    | 4    | 2.000 |
| 3   | Chińskie Tajpej | 3     | 1 (0)   | 2 (0)   | 3   | 212         | 218         | 0.972       | 4    | 6    | 0.667 |
| 4   | Afganistan      | 3     | 0 (0)   | 3 (0)   | 0   | 132         | 225         | 0.587       | 0    | 9    | 0.000 |

Źródło: []
Punktacja: 3:0 i 3:1 – 3 pkt; 3:2 – 2 pkt; 2:3 – 1 pkt; 1:3 i 0:3 – 0 pkt
Zasady ustalania kolejności: 1. liczba zwycięstw; 2. liczba punktów; 3. stosunek małych punktów, 4. stosunek setów, 5. bilans w bezpośrednich meczach
Wyniki
| Data  | Godzina | Drużyna 1       | Wynik | Drużyna 2  | Set 1 | Set 2 | Set 3 | Set 4 | Set 5 | Raport |
| ----- | ------- | --------------- | ----- | ---------- | ----- | ----- | ----- | ----- | ----- | ------ |
| 25.09 | 10:00   | Chińskie Tajpej | 1:3   | Tajlandia  | 18:25 | 20:25 | 25:21 | 20:25 |       | raport |
| 25.09 | 14:00   | Kazachstan      | 3:0   | Afganistan | 25:14 | 25:13 | 25:9  |       |       | raport |
| 26.09 | 10:00   | Afganistan      | 0:3   | Tajlandia  | 13:25 | 16:25 | 20:25 |       |       | raport |
| 26.09 | 14:00   | Chińskie Tajpej | 0:3   | Kazachstan | 17:25 | 15:25 | 22:25 |       |       | raport |

#### Grupa H
Tabela
| Lp. | Drużyna      | Mecze | Mecze   | Mecze   | Pkt | Małe punkty | Małe punkty | Małe punkty | Sety | Sety | Sety  |
| Lp. | Drużyna      | M     | W (3:2) | P (2:3) | Pkt | zdob.       | str.        | ratio       | wyg. | prz. | ratio |
| --- | ------------ | ----- | ------- | ------- | --- | ----------- | ----------- | ----------- | ---- | ---- | ----- |
| 1   | Indonezja    | 3     | 3 (0)   | 0 (0)   | 9   | 299         | 256         | 1.168       | 9    | 3    | 3.000 |
| 2   | Katar        | 3     | 2 (0)   | 1 (0)   | 6   | 242         | 230         | 1.052       | 7    | 3    | 2.333 |
| 3   | Turkmenistan | 4     | 1 (0)   | 3 (0)   | 3   | 252         | 258         | 0.977       | 4    | 7    | 0.571 |
| 4   | Uzbekistan   | 3     | 0 (0)   | 3 (0)   | 0   | 221         | 270         | 0.819       | 2    | 9    | 0.222 |

Źródło: []
Punktacja: 3:0 i 3:1 – 3 pkt; 3:2 – 2 pkt; 2:3 – 1 pkt; 1:3 i 0:3 – 0 pkt
Zasady ustalania kolejności: 1. liczba zwycięstw; 2. liczba punktów; 3. stosunek małych punktów, 4. stosunek setów, 5. bilans w bezpośrednich meczach
Wyniki
| Data  | Godzina | Drużyna 1  | Wynik | Drużyna 2    | Set 1 | Set 2 | Set 3 | Set 4 | Set 5 | Raport |
| ----- | ------- | ---------- | ----- | ------------ | ----- | ----- | ----- | ----- | ----- | ------ |
| 25.09 | 16:00   | Indonezja  | 3:1   | Turkmenistan | 25:20 | 25:22 | 25:27 | 25:22 |       | raport |
| 25.09 | 18:30   | Katar      | 3:0   | Uzbekistan   | 25:20 | 27:25 | 25:18 |       |       | raport |
| 26.09 | 16:00   | Uzbekistan | 1:3   | Turkmenistan | 18:25 | 25:20 | 20:25 | 20:25 |       | raport |
| 26.09 | 18:30   | Indonezja  | 3:1   | Katar        | 23:25 | 28:26 | 25:22 | 25:17 |       | raport |

## Faza pucharowa

### Mecze o miejsca 13-16
|  |                 |                 |                 |                   |   |                    |                    |                    |
|  | Półfinały 13-16 | Półfinały 13-16 | Półfinały 13-16 |                   |   | Mecz o 13. miejsce | Mecz o 13. miejsce | Mecz o 13. miejsce |
|  | Półfinały 13-16 | Półfinały 13-16 | Półfinały 13-16 |                   |   | Mecz o 13. miejsce | Mecz o 13. miejsce | Mecz o 13. miejsce |
|  |                 |                 |                 |                   |   |                    |                    |                    |
|  |                 |                 |                 |                   |   |                    |                    |                    |
|  | Chińskie Tajpej | Chińskie Tajpej | 3               |                   |   |                    |                    |                    |
|  | Chińskie Tajpej | Chińskie Tajpej | 3               |                   |   |                    |                    |                    |
|  | Uzbekistan      | Uzbekistan      | 0               |                   |   |                    |                    |                    |
|  | Uzbekistan      | Uzbekistan      | 0               |                   |   | Chińskie Tajpej    | Chińskie Tajpej    | 3                  |
|  |                 |                 |                 |                   |   | Chińskie Tajpej    | Chińskie Tajpej    | 3                  |
|  |                 |                 | Turkmenistan    | Turkmenistan      | 2 |                    |                    |                    |
|  | Turkmenistan    | Turkmenistan    | Turkmenistan    | Turkmenistan      | 2 | 3                  |                    |                    |
|  | Turkmenistan    | Turkmenistan    |                 |                   |   |                    |                    |                    |
|  | Afganistan      | Afganistan      | 1               |                   |   |                    |                    |                    |
|  | Afganistan      | Afganistan      | 1               | Mecz o 3. miejsce |   |                    |                    |                    |
|  |                 |                 |                 |                   |   |                    |                    |                    |
|  |                 |                 |                 |                   |   |                    |                    |                    |
|  |                 |                 |                 |                   |   |                    |                    |                    |
|  | Uzbekistan      | Uzbekistan      | 1               |                   |   |                    |                    |                    |
|  | Uzbekistan      | Uzbekistan      | 1               |                   |   |                    |                    |                    |
|  | Afganistan      | Afganistan      | 3               |                   |   |                    |                    |                    |
|  | Afganistan      | Afganistan      | 3               |                   |   |                    |                    |                    |

#### Półfinały 13-16
| Data  | Godzina | Drużyna 1       | Wynik | Drużyna 2  | Set 1 | Set 2 | Set 3 | Set 4 | Set 5 | Raport |
| ----- | ------- | --------------- | ----- | ---------- | ----- | ----- | ----- | ----- | ----- | ------ |
| 27.09 | 10:00   | Chińskie Tajpej | 3:0   | Uzbekistan | 25:15 | 25:14 | 25:14 |       |       |        |
| 27.09 | 14:00   | Turkmenistan    | 3:1   | Afganistan | 26:24 | 25:20 | 17:25 | 25:15 |       |        |

#### Mecz o 15. miejsce
| Data  | Godzina | Drużyna 1  | Wynik | Drużyna 2  | Set 1 | Set 2 | Set 3 | Set 4 | Set 5 | Raport |
| ----- | ------- | ---------- | ----- | ---------- | ----- | ----- | ----- | ----- | ----- | ------ |
| 28.09 | 10:00   | Uzbekistan | 1:3   | Afganistan | 25:27 | 25:23 | 22:25 | 19:25 |       | raport |

#### Mecz o 13. miejsce
| Data  | Godzina | Drużyna 1       | Wynik | Drużyna 2    | Set 1 | Set 2 | Set 3 | Set 4 | Set 5 | Raport |
| ----- | ------- | --------------- | ----- | ------------ | ----- | ----- | ----- | ----- | ----- | ------ |
| 28.09 | 14:00   | Chińskie Tajpej | 3:2   | Turkmenistan | 18:25 | 22:25 | 25:19 | 25:18 | 15:7  | raport |

### Mecze o miejsca 9-12
|  |                |                |                |                   |   |                   |                   |                   |
|  | Półfinały 9-12 | Półfinały 9-12 | Półfinały 9-12 |                   |   | Mecz o 9. miejsce | Mecz o 9. miejsce | Mecz o 9. miejsce |
|  | Półfinały 9-12 | Półfinały 9-12 | Półfinały 9-12 |                   |   | Mecz o 9. miejsce | Mecz o 9. miejsce | Mecz o 9. miejsce |
|  |                |                |                |                   |   |                   |                   |                   |
|  |                |                |                |                   |   |                   |                   |                   |
|  | Kazachstan     | Kazachstan     | 3              |                   |   |                   |                   |                   |
|  | Kazachstan     | Kazachstan     | 3              |                   |   |                   |                   |                   |
|  | Katar          | Katar          | 2              |                   |   |                   |                   |                   |
|  | Katar          | Katar          | 2              |                   |   | Kazachstan        | Kazachstan        | 3                 |
|  |                |                |                |                   |   | Kazachstan        | Kazachstan        | 3                 |
|  |                |                | Tajlandia      | Tajlandia         | 0 |                   |                   |                   |
|  | Indonezja      | Indonezja      | Tajlandia      | Tajlandia         | 0 | 0                 |                   |                   |
|  | Indonezja      | Indonezja      |                |                   |   |                   |                   |                   |
|  | Tajlandia      | Tajlandia      | 3              |                   |   |                   |                   |                   |
|  | Tajlandia      | Tajlandia      | 3              | Mecz o 3. miejsce |   |                   |                   |                   |
|  |                |                |                |                   |   |                   |                   |                   |
|  |                |                |                |                   |   |                   |                   |                   |
|  |                |                |                |                   |   |                   |                   |                   |
|  | Katar          | Katar          | 2              |                   |   |                   |                   |                   |
|  | Katar          | Katar          | 2              |                   |   |                   |                   |                   |
|  | Indonezja      | Indonezja      | 3              |                   |   |                   |                   |                   |
|  | Indonezja      | Indonezja      | 3              |                   |   |                   |                   |                   |

#### Półfinały 9-12
| Data  | Godzina | Drużyna 1  | Wynik | Drużyna 2 | Set 1 | Set 2 | Set 3 | Set 4 | Set 5 | Raport |
| ----- | ------- | ---------- | ----- | --------- | ----- | ----- | ----- | ----- | ----- | ------ |
| 27.09 | 16:00   | Kazachstan | 3:2   | Katar     | 20:25 | 25:18 | 25:15 | 23:25 | 15:7  |        |
| 27.09 | 18:30   | Indonezja  | 0:3   | Tajlandia | 17:25 | 20:25 | 21:25 |       |       |        |

#### Mecz o 11. miejsce
| Data  | Godzina | Drużyna 1 | Wynik | Drużyna 2 | Set 1 | Set 2 | Set 3 | Set 4 | Set 5 | Raport |
| ----- | ------- | --------- | ----- | --------- | ----- | ----- | ----- | ----- | ----- | ------ |
| 28.09 | 16:00   | Katar     | 2:3   | Indonezja | 25:23 | 22:25 | 25:22 | 22:25 | 16:18 | raport |

#### Mecz o 9. miejsce
| Data  | Godzina | Drużyna 1  | Wynik | Drużyna 2 | Set 1 | Set 2 | Set 3 | Set 4 | Set 5 | Raport |
| ----- | ------- | ---------- | ----- | --------- | ----- | ----- | ----- | ----- | ----- | ------ |
| 28.09 | 18:30   | Kazachstan | 3:0   | Tajlandia | 25:20 | 25:21 | 25:20 |       |       | raport |

### Mecze o miejsca 1-8
|  |                  |                  |                  |                  |   |           |           |                  |                   |                   |                   |       |       |
|  | Ćwierćfinały     | Ćwierćfinały     | Ćwierćfinały     |                  |   | Półfinały | Półfinały | Półfinały        |                   |                   | Finał             | Finał | Finał |
|  | Ćwierćfinały     | Ćwierćfinały     | Ćwierćfinały     |                  |   | Półfinały | Półfinały | Półfinały        |                   |                   | Finał             | Finał | Finał |
|  |                  |                  |                  |                  |   |           |           |                  |                   |                   |                   |       |       |
|  |                  |                  |                  |                  |   |           |           |                  |                   |                   |                   |       |       |
|  | Iran             | Iran             | 3                |                  |   |           |           |                  |                   |                   |                   |       |       |
|  | Iran             | Iran             | 3                |                  |   |           |           |                  |                   |                   |                   |       |       |
|  | Sri Lanka        | Sri Lanka        | 0                |                  |   |           |           |                  |                   |                   |                   |       |       |
|  | Sri Lanka        | Sri Lanka        | 0                |                  |   | Iran      | Iran      | 3                |                   |                   |                   |       |       |
|  |                  |                  |                  |                  |   | Iran      | Iran      | 3                |                   |                   |                   |       |       |
|  |                  |                  | Korea Południowa | Korea Południowa | 1 |           |           |                  |                   |                   |                   |       |       |
|  | Korea Południowa | Korea Południowa | Korea Południowa | Korea Południowa | 1 | 3         |           |                  |                   |                   |                   |       |       |
|  | Korea Południowa | Korea Południowa |                  |                  |   |           |           |                  |                   |                   |                   |       |       |
|  | Japonia          | Japonia          | 2                |                  |   |           |           |                  |                   |                   |                   |       |       |
|  | Japonia          | Japonia          | 2                |                  |   | Iran      | Iran      | 3                |                   |                   |                   |       |       |
|  |                  |                  |                  |                  |   |           |           |                  |                   |                   |                   |       |       |
|  |                  |                  | Chiny            | Chiny            | 1 |           |           |                  |                   |                   |                   |       |       |
|  | Australia        | Australia        | Chiny            | Chiny            | 1 | 3         |           |                  |                   |                   |                   |       |       |
|  | Australia        | Australia        |                  |                  |   |           |           |                  |                   |                   |                   |       |       |
|  | Pakistan         | Pakistan         | 1                |                  |   |           |           |                  |                   |                   |                   |       |       |
|  | Pakistan         | Pakistan         | 1                |                  |   | Australia | Australia | 2                | Mecz o 3. miejsce | Mecz o 3. miejsce | Mecz o 3. miejsce |       |       |
|  |                  |                  |                  |                  |   | Australia | Australia | 2                | Mecz o 3. miejsce | Mecz o 3. miejsce | Mecz o 3. miejsce |       |       |
|  |                  |                  | Chiny            | Chiny            | 3 |           |           |                  |                   |                   |                   |       |       |
|  | Indie            | Indie            | Chiny            | Chiny            | 3 | 0         |           |                  |                   |                   |                   |       |       |
|  | Indie            | Indie            |                  |                  |   |           |           | Korea Południowa | Korea Południowa  | 3                 |                   |       |       |
|  | Chiny            | Chiny            | 3                |                  |   |           |           |                  | Korea Południowa  | 3                 |                   |       |       |
|  | Chiny            | Chiny            | 3                |                  |   |           |           | Australia        | Australia         | 1                 |                   |       |       |
|  |                  |                  |                  |                  |   |           |           |                  | Australia         | 1                 |                   |       |       |

|  |               |               |               |                   |   |                   |                   |                   |
|  | Półfinały 5-8 | Półfinały 5-8 | Półfinały 5-8 |                   |   | Mecz o 5. miejsce | Mecz o 5. miejsce | Mecz o 5. miejsce |
|  | Półfinały 5-8 | Półfinały 5-8 | Półfinały 5-8 |                   |   | Mecz o 5. miejsce | Mecz o 5. miejsce | Mecz o 5. miejsce |
|  |               |               |               |                   |   |                   |                   |                   |
|  |               |               |               |                   |   |                   |                   |                   |
|  | Sri Lanka     | Sri Lanka     | 0             |                   |   |                   |                   |                   |
|  | Sri Lanka     | Sri Lanka     | 0             |                   |   |                   |                   |                   |
|  | Japonia       | Japonia       | 3             |                   |   |                   |                   |                   |
|  | Japonia       | Japonia       | 3             |                   |   | Japonia           | Japonia           | 3                 |
|  |               |               |               |                   |   | Japonia           | Japonia           | 3                 |
|  |               |               | Indie         | Indie             | 2 |                   |                   |                   |
|  | Pakistan      | Pakistan      | Indie         | Indie             | 2 | 1                 |                   |                   |
|  | Pakistan      | Pakistan      |               |                   |   |                   |                   |                   |
|  | Indie         | Indie         | 3             |                   |   |                   |                   |                   |
|  | Indie         | Indie         | 3             | Mecz o 3. miejsce |   |                   |                   |                   |
|  |               |               |               |                   |   |                   |                   |                   |
|  |               |               |               |                   |   |                   |                   |                   |
|  |               |               |               |                   |   |                   |                   |                   |
|  | Sri Lanka     | Sri Lanka     | 0             |                   |   |                   |                   |                   |
|  | Sri Lanka     | Sri Lanka     | 0             |                   |   |                   |                   |                   |
|  | Pakistan      | Pakistan      | 3             |                   |   |                   |                   |                   |
|  | Pakistan      | Pakistan      | 3             |                   |   |                   |                   |                   |

#### Ćwierćfinały
| Data  | Godzina | Drużyna 1        | Wynik | Drużyna 2 | Set 1 | Set 2 | Set 3 | Set 4 | Set 5 | Raport |
| ----- | ------- | ---------------- | ----- | --------- | ----- | ----- | ----- | ----- | ----- | ------ |
| 27.09 | 10:00   | Australia        | 3:1   | Pakistan  | 25:16 | 25:23 | 22:25 | 25:15 |       | raport |
| 27.09 | 14:00   | Indie            | 0:3   | Chiny     | 25:27 | 20:25 | 20:25 |       |       | raport |
| 27.09 | 16:00   | Korea Południowa | 3:2   | Japonia   | 25:21 | 28:30 | 23:25 | 25:17 | 16:14 | raport |
| 27.09 | 18:30   | Iran             | 3:0   | Sri Lanka | 25:16 | 25:18 | 25:15 |       |       |        |

#### Półfinały 5-8
| Data  | Godzina | Drużyna 1 | Wynik | Drużyna 2 | Set 1 | Set 2 | Set 3 | Set 4 | Set 5 | Raport |
| ----- | ------- | --------- | ----- | --------- | ----- | ----- | ----- | ----- | ----- | ------ |
| 28.09 | 10:00   | Sri Lanka | 0:3   | Japonia   | 18:25 | 18:25 | 20:25 |       |       | raport |
| 28.09 | 14:00   | Pakistan  | 1:3   | Indie     | 25:16 | 23:25 | 26:28 | 20:25 |       | raport |

#### Półfinały
| Data  | Godzina | Drużyna 1 | Wynik | Drużyna 2        | Set 1 | Set 2 | Set 3 | Set 4 | Set 5 | Raport |
| ----- | ------- | --------- | ----- | ---------------- | ----- | ----- | ----- | ----- | ----- | ------ |
| 28.09 | 16:00   | Australia | 2:3   | Chiny            | 20:25 | 23:25 | 25:20 | 25:22 | 11:15 | raport |
| 28.09 | 18:30   | Iran      | 3:1   | Korea Południowa | 21:25 | 25:23 | 25:14 | 25:20 |       | raport |

#### Mecz o 7. miejsce
| Data  | Godzina | Drużyna 1 | Wynik | Drużyna 2 | Set 1 | Set 2 | Set 3 | Set 4 | Set 5 | Raport |
| ----- | ------- | --------- | ----- | --------- | ----- | ----- | ----- | ----- | ----- | ------ |
| 29.09 | 09:00   | Sri Lanka | 0:3   | Pakistan  | 15:25 | 22:25 | 23:25 |       |       |        |

#### Mecz o 5. miejsce
| Data  | Godzina | Drużyna 1 | Wynik | Drużyna 2 | Set 1 | Set 2 | Set 3 | Set 4 | Set 5 | Raport |
| ----- | ------- | --------- | ----- | --------- | ----- | ----- | ----- | ----- | ----- | ------ |
| 29.09 | 11:00   | Japonia   | 3:2   | Indie     | 23:25 | 18:25 | 25:17 | 25:22 | 21:19 |        |

#### Mecz o 3. miejsce
| Data  | Godzina | Drużyna 1        | Wynik | Drużyna 2 | Set 1 | Set 2 | Set 3 | Set 4 | Set 5 | Raport |
| ----- | ------- | ---------------- | ----- | --------- | ----- | ----- | ----- | ----- | ----- | ------ |
| 29.09 | 16:00   | Korea Południowa | 3:1   | Australia | 25:22 | 16:25 | 26:24 | 25:20 |       |        |

#### Finał
| Data  | Godzina | Drużyna 1 | Wynik | Drużyna 2 | Set 1 | Set 2 | Set 3 | Set 4 | Set 5 | Raport |
| ----- | ------- | --------- | ----- | --------- | ----- | ----- | ----- | ----- | ----- | ------ |
| 29.09 | 18:30   | Iran      | 3:1   | Chiny     | 22:25 | 25:18 | 25:19 | 25:16 |       |        |

| MISTRZ AZJI 2011           |
| -------------------------- |
| IRAN 1. TYTUŁ MISTRZA AZJI |

## Klasyfikacja końcowa
| Lp. | Drużyna          |
| --- | ---------------- |
|     | Iran             |
|     | Chiny            |
|     | Korea Południowa |
| 4   | Australia        |
| 5   | Japonia          |
| 6   | Indie            |
| 7   | Pakistan         |
| 8   | Sri Lanka        |
| 9   | Kazachstan       |
| 10  | Tajlandia        |
| 11  | Indonezja        |
| 12  | Katar            |
| 13  | Chińskie Tajpej  |
| 14  | Turkmenistan     |
| 15  | Afganistan       |
| 16  | Uzbekistan       |

     Puchar Świata 2011

## Nagrody indywidualne
| MVP             | Najlepszy punktujący | Najlepszy blokujący | Najlepszy atakujący | Najlepszy zagrywający | Najlepszy rozgrywający | Najlepszy libero |
| --------------- | -------------------- | ------------------- | ------------------- | --------------------- | ---------------------- | ---------------- |
| Arash Kamalvand | Jeon Kwang-in        | Liang Chunlong      | Nathan Roberts      | Kim Yo-han            | Amir Hosseini          | Farhad Zarif     |